# Observatório de Aves de Jerusalém
O Observatório de Aves de Jerusalém é um observatório de aves urbanas em Israel, situado em um terreno de cinco mil metros quadrados no centro da cidade, entre o Knesset e a Suprema Corte.
Estabelecido em 1994 pela Sociedade para a Proteção da Natureza em Israel, o observatório está estrategicamente localizado na rota de migração das aves entre a África e a Eurásia, recebendo por volta de 500 milhões de aves nas migrações de primavera e outono. Em 2011, um centro para aves e abelhas foi inaugurado, o o local também é alvo de avistamentos de raras aves, tais como Turdus obscurus, Ficedula albicilla, e o Bico-grossudo.

## História
O Observatório de Aves de Jerusalém foi estabelecido em 1994 pela Sociedade para a Proteção da Natureza em Israel, sendo fundado pelo naturalista Amir Balaban e pelo meteorologista Gidon Perleman. Em 2016, cinquenta mil turistas visitaram o parque.
Em 2011, inaugurou-se o Centro Gutman para aves e abelhas.

## Descrição
O Observatório de Aves de Jerusalém tem uma localização estratégica na rota de migração das aves entre a África e a Eurásia, ao longo do grande Vale do Rift. Toda primavera e outono, mais de 500 milhões de aves migram por Israel. Dois terços das espécies vistas em Jerusalém são migratórias. Por sua vez, 30% das aves são residentes permanentes, elas não migram. O parque situado dentro do observatóri também o habitat de Gazellas.
O observatório serve como o centro nacional de anilhagem de aves. É dirigido pelo naturalista Amir Balaban e pelo ornitólogo Gidon Perleman. Duzentas aves são alinhadas todos os dias por voluntários treinados durante as migrações de primavera e outono.
Está localizado entre o Parlamento, o parque Wohl Rose e o edifício da Suprema Corte. Pequenos postos de observação de madeira estão abertos 24 horas por dia e em todos os dias da semana. O parque é gratuito.